# Елдер Лопіш
Елдер Лопіш (порт. Hélder Filipe Oliveira Lopes, нар. 4 січня 1989, Віла-Нова-де-Гайя) — португальський футболіст, захисник клубу «Хапоель» (Беер-Шева).

## Ігрова кар'єра
Народився 4 січня 1989 року в місті Віла-Нова-де-Гайя. Займався футболом на батьківщині у клубах «Коїмбройш», «Падроенсі» та «Кандал». Влітку 2008 року відправився в італійську «Парму», але не зумів дебютувати за першу команду.
Повернувшись на батьківщину в січні 2009 року, Лопіш дебютував за «Міранделу» в матчі Сегунди проти «Марії да Фонте» (1:1). Згодом він виступав за клуби «Олівейра Доуро», «Ешпінью» та «Тондела» в нижчих португальських лігах.
5 липня 2012 року Лопіш підписав дворічну угоду з клубом «Бейра-Мар», у складі якого дебютував у Прімейрі, провівши у сезоні 2012/13 21 матч, але його команда зайняла останнє місце і покинула еліту.
З 2013 року три сезони захищав кольори клубу «Пасуш ді Феррейра». Граючи у складі «Пасуш ді Феррейра» також здебільшого виходив на поле в основному складі команди, зігравши 80 матчів у Прімейрі.
Протягом сезону 2016/17 років захищав кольори іспанського «Лас-Пальмас», проте основним гравцем не став. Після цього 21 червня 2017 року на правах вільного агента підписав дворічну угоду з грецьким АЕКом. 2 серпня дебютував за клуб у матчі кваліфікації Ліги чемпіонів проти московського ЦСКА (0:1). Станом на 13 грудня 2017 відіграв за афінський клуб 10 матчів в національному чемпіонаті.

## Особисте життя
Має брата-близнюка Тьягу, який також є футболістом і захисником.

## Титули і досягнення
- Чеспіон Греції (1):

АЕК: 2017-18
- Володар Кубка Ізраїлю (2):

«Хапоель» (Беер-Шева): 2021-22, 2024-25
- Володар Суперкубка Ізраїлю (2):

«Хапоель» (Беер-Шева): 2022, 2025